# Jogos Pan-Americanos de 1971
Os Jogos Pan-Americanos de 1971 foram a sexta edição do evento multiesportivo, realizado na cidade de Cali, na Colômbia, entre os dias 25 de julho e 8 de agosto. A delegação brasileira foi composta por 158 atletas, entre os 2 935 participantes.

## Países participantes
32 países participaram do evento:
| - ARG Argentina - AHO Antilhas Neerlandesas - BAH Bahamas - BAR Barbados - BIZ Belize - BER Bermudas - BOL Bolívia - BRA Brasil - CAN Canadá - CHI Chile - CRC Costa Rica | - COL Colômbia - CUB Cuba - ESA El Salvador - ECU Equador - USA Estados Unidos - GUA Guatemala - GUY Guiana - GHO Guiana Holandesa - HAI Haiti - VIR Ilhas Virgens Americanas - JAM Jamaica | - MEX México - NCA Nicarágua - PAN Panamá - PAR Paraguai - PER Peru - PUR Porto Rico - DOM República Dominicana - TRI Trinidad e Tobago - URU Uruguai - VEN Venezuela |

## Modalidades
Foram disputadas 20 modalidades nesta edição dos Jogos:
| - Atletismo - Basquetebol - Beisebol - Boxe - Ciclismo - Esgrima - Futebol | - Ginástica - Hipismo - Hóquei sobre grama - Levantamento de peso - Lutas - [[Ficheiro:\|border \|20px\|link=\|alt=]] Nado sincronizado | - Natação - Polo aquático - Remo - Saltos ornamentais - Tiro esportivo - Vela - Voleibol |

## Quadro de medalhas
País sede destacado.
| Ordem | País               |     |    |    |     |
| 1     | USA Estados Unidos | 105 | 73 | 40 | 218 |
| 2     | CUB Cuba           | 31  | 48 | 25 | 105 |
| 3     | CAN Canadá         | 19  | 20 | 41 | 80  |
| 4     | BRA Brasil         | 9   | 7  | 14 | 30  |
| 5     | MEX México         | 7   | 11 | 23 | 41  |
| 7     | COL Colômbia       | 5   | 9  | 14 | 28  |